# Mesembrius consors
Mesembrius consors är en tvåvingeart som först beskrevs av Walker 1859.  Mesembrius consors ingår i släktet Mesembrius och familjen blomflugor. Inga underarter finns listade i Catalogue of Life.